# Duília de Mello

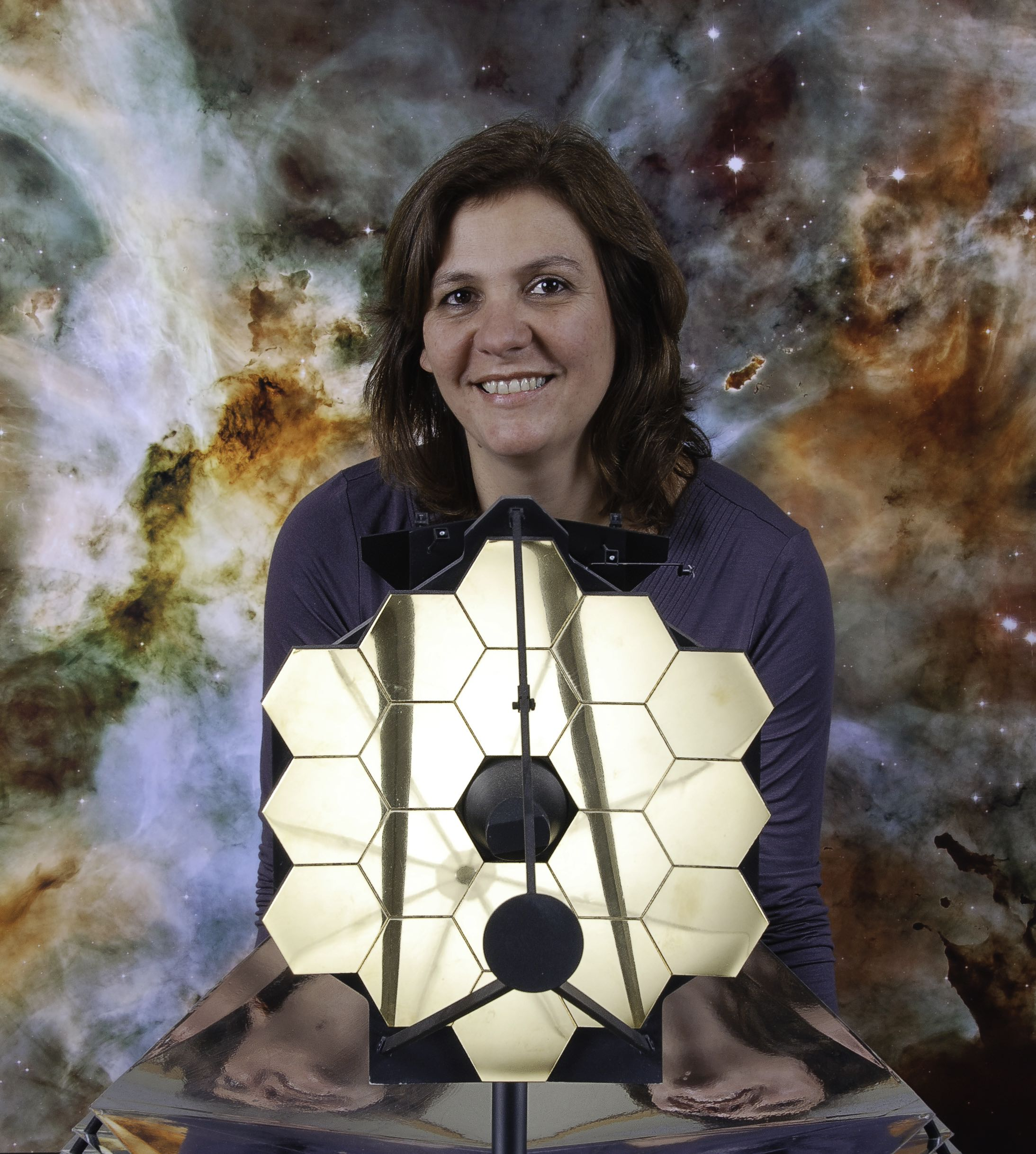
Duília de Mello, 2009

 Duília de Mello  (* 27. November 1963 in Jundiaí, São Paulo (Bundesstaat), Brasilien) ist eine brasilianische Astronomin, Astrophysikerin und Hochschullehrerin. Ihr Forschungsgebiet ist die extragalaktische Astrophysik.

## Leben und Werk
De Mello studierte Astronomie an der Universidade Federal do Rio de Janeiro, wo sie 1986 mit einem Bachelor abschloss. 1988 erhielt sie den Master in Radioastronomie am Instituto Nacional de Pesquisas Espaciais in Brasilien und 1993 den Master of Sciences in Physik und Astronomie an der University of Alabama. Anschließend promovierte sie 1995 in Astronomie an der Universidade de São Paulo und war dann bis 1996 Postdoc am Cerro Tololo Inter-American Observatory in Chile. Bis 1997 forschte sie am Nationalen Observatorium in Brasilien und anschließend bis 1999 am Space Telescope Science Institute in den USA. Von 2000 bis 2003 war sie Assistenzprofessorin an der Chalmers University of Technology im Weltraumobservatorium Onsala in Schweden. Seit 2002 ist sie Gastwissenschaftlerin am Institut für Physik und Astronomie der Johns Hopkins University und seit 2003 Associate Researcher am Goddard Space Flight Center der NASA. 2008 wurde sie Professorin an der Katholischen Universität von Amerika. Sie hat mehr als 100 Artikel veröffentlicht und zwei Bücher geschrieben. Sie ist mit dem schwedischen Astronomen Tommy Wiklind verheiratet.

## Entdeckungen (Auswahl)
- 1997:  Entdeckung der Supernova SN 1997D am 14. Januar 1997 in Chile
- beteiligt an der Entdeckung von „blue blobs“, die bekannt sind, weil sie Sterne außerhalb von Galaxien entstehen ließen
- 2013: beteiligt an der Entdeckung der bislang zweitgrößten bekannten Spiralgalaxie des Universums, der Condor-Galaxie NGC 6872

## Auszeichnungen (Auswahl)
- 2012: Awesome Woman at the Women's history month event an der Katholischen Universität von Amerika
- 2013: Awesome Woman at the Women's history month event an der Katholischen Universität von Amerika
- 2013: Ausgezeichnet als eine der 10 Frauen, die Brasilien verändern, Barnard College/Columbia University
- 2014: Diaspora Brazil Award
- 2014: Gelistet als eine der 100 einflussreichsten Brasilianer, Epoca Magazine
- 2015: Portuguese-Brazilian Award, Lincoln Center New York
- gelistet als eine der genialsten Brasilianer, Tecmundo Magazine
- 2017: Gelistet als eine der 17 Frauen, die 2017 etwas bewirkt haben, Universo Online
- 2018: National Order of Cultural Merit. Die Medaille wurde im November 2018 im Namen der Oliveira Lima Library vom brasilianischen Präsidenten verliehen
- 2018: Ambassador Award, Radar Vip magazine to Brazilians and Portuguese, Portugal
- 2019: Honored by Women of CUA for Outstanding Leadership in the Community der Katholischen Universität von Amerika

## Mitgliedschaften
- American Astronomical Society
- American Physical Society
- Sociedade Astronômica Brasileira
- Internationale Astronomische Union
- Sigma Pi Sigma